# Palais de justice du district de Kohala
Le palais de justice du district de Kohala est un palais de justice historique situé à Kapa'au (en) sur l'île d'Hawaï.

## Histoire
Le palais de justice a été construit en 1889 pour servir de tribunal de district pour le Royaume d'Hawaï ; il a continué à servir de palais de justice pendant l'annexion des États-Unis et l'accession éventuelle d'Hawaï au statut d'État, ne fermant ses portes qu'en 1975. Le palais de justice a été conçue dans le style d'une maison de plantation hawaïenne traditionnelle, ce qui se reflète dans sa large véranda, son extérieur à simple paroi et son toit en métal ondulé ; l'ornementation de sa véranda la distingue des autres bâtiments locaux.
Une statue de Kamehameha I, né à Kohala, se dresse devant le bâtiment.
Le palais de justice a été ajouté au Registre national des lieux historiques le 31 août 1979.